# Калвінь
Калвінь, Калвіні (рум. Calvini) — село у повіті Бузеу в Румунії. Адміністративний центр комуни Калвінь.
Село розташоване на відстані 91 км на північ від Бухареста, 43 км на захід від Бузеу, 137 км на захід від Галаца, 69 км на південний схід від Брашова.

## Населення
За даними перепису населення 2002 року у селі проживали 847 осіб.
Національний склад населення села:
| Національність | Кількість осіб | Відсоток |
| -------------- | -------------- | -------- |
| румуни         | 754            | 89,0%    |
| цигани         | 92             | 10,9%    |

Рідною мовою назвали:
| Мова      | Кількість осіб | Відсоток |
| --------- | -------------- | -------- |
| румунська | 754            | 89,0%    |
| циганська | 92             | 10,9%    |